# 鹿園実博
鹿園 実博（實博、しかぞの さねひろ、1866年7月2日〈慶応2年5月20日〉 - 1922年〈大正11年〉2月27日）は、明治・大正期の政治家、奈良華族。貴族院男爵議員。旧名・亥五郎。位階は従四位。

## 経歴
山城国京都で下野高徳藩主戸田忠至の嫡男戸田忠綱（のち藩主を継ぐ）の二男として生まれる。1873年（明治6年）6月3日、奈良華族鹿園家当主・空晁（三条実起七男）の養子となり、養父の死去に伴い、1874年（明治7年）6月7日に家督を相続する。1875年（明治8年）3月28日、華族に列し、1884年（明治17年）7月8日、男爵を叙爵した。
陸軍予備士官学校を修了する。1893年（明治26年）7月12日、貴族院男爵議員補欠選挙で当選し、1897年（明治30年）7月9日まで1期在任した。会派は研究会に所属した。

## 親族
- 実父：戸田忠綱
- 養父：空晁（三条実起七男で、幼くして興福寺に入り、同寺喜多院住職となったが、1868年に勅命により復飾し、姓を鹿園とする[11]）
- 養子：博仲（男爵、林博太郎二男[1]。妹の夫・直治（南部利克六男）を養子に鹿園家を継承。その子に鹿園直建がいる）